# Créance client
Les créances clients sont les sommes dues par les clients de l'entreprise. Elles sont situées à l'actif du bilan dans un compte intitulé clients et effets à recevoir.

## Impacts
Les créances non recouvrées créent un besoin de financement que l'entreprise peut être menée à couvrir par un crédit auprès d'une banque, si ses prévisions de trésorerie ont été trop optimistes.